# Castillo de Tomar
El castillo de Tomar, (en portugués: Castelo de Tomar) es un castillo templario situado en la ciudad de Tomar, en el margen derecho del río Nabão, freguesia de São João Baptista, Distrito de Santarém, Portugal.
El castillo formaba parte durante la Reconquista de la llamada Línea del Tajo, junto con otros castillos de la región, todos de la misma época y estilo: Almourol, Idanha, Monsanto, Pombal y  Zêzere. Alberga en su interior al Convento de Cristo, al cual servía de protección.
Está clasificado como Monumento Nacional desde el 23 de junio de 1918 y, en el ámbito del Convento de Cristo, Patrimonio de la Humanidad por la Unesco desde el 30 de junio de 1983.

## Historia
A mediados del siglo XII se hacía necesaria una línea de defensa que protegiese el acceso a la entonces capital del naciente Reino de Portugal, Coímbra. En 1159 el rey Alfonso I de Portugal entregó a la Orden del Temple el Castillo de Cera, en la región de Santarém con este propósito. Sin embargo, el Maestre de los templarios en Portugal, Gualdim Pais decidió abandonar el castillo y construir uno nuevo en Tomar en el margen derecho del río Nabão, que además se convertiría en la sede de la orden en el país.

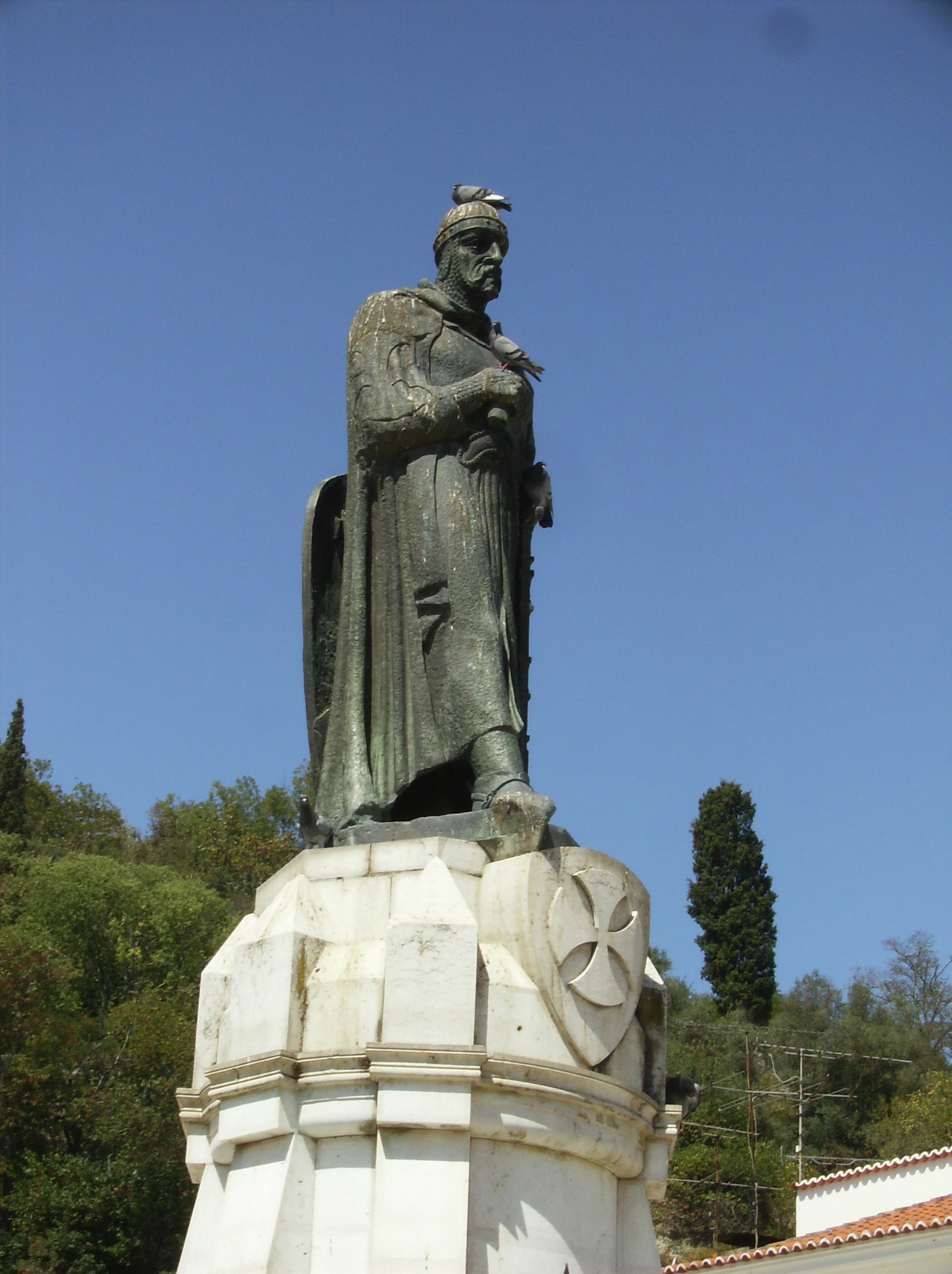
Gualdim Pais, fundador del castillo y población de Tomar.

La construcción del castillo de Tomar comenzó el 1 de marzo de 1160 de acuerdo a una inscripción epigráfica encontrada en la torre del homenaje del castillo.
En 1162 el Maestre concedió un fuero a los pobladores del castillo lo que indica la preocupación de los templarios en poblar y dotar la nueva población. Este documento fue de nuevo confirmado en 1174. En 1165, los templarios recibieron también los dominios de Idanha y Monsanto y en 1170 la línea de defensa del Tajo se completó con la construcción del Castillo de Almourol.
Durante el reinado de Sancho I, en 1190 tuvo lugar una ofensiva almohade al mando del califa Yusuf II que después de tomar el Castillo de Silves, se dirigió al norte tomando sucesivamente los castillos de Alcácer do Sal, Palmela y Almada. cruzó la línea del Tajo destruyendo las localidades de Torres Novas y Abrantes hasta alcanzar Tomar, que se defendió durante seis días del ataque almohade. Estos forzaron la Puerta del Sur, pero el contraataque de los templarios fue tan encarnizado, que tras desalojar a los invasores, la puerta fue llamada Puerta de la Sangre.
Tras la extinción de la Orden del Temple por el papa Clemente V, el rey Dionisio I de Portugal creó la Orden de Cristo en 1321 a la que transfirió todo el patrimonio de los templarios. 
Durante el siglo XVI, los reyes Manuel I y Juan III realizaron obras de ampliación y refuerzo cuando fue ampliado el Convento de Cristo. Por orden del primero, se desalojó a la población que vivía dentro del castillo que pasó a residir en la población a orillas del río. También fueron ampliados los Palacios de la Reina desarrollándose entre la girola del Convento de Cristo y el alcázar. En 1618 se destruyó la Torre Noroeste con el fin de ampliar la puerta de acceso al castillo. No hay constancia de más destrucciones por lo que se puede considerar el Castillo de Tomar como uno de los castillos medievales más genuinos de Portugal.
El castillo fue considerado como Monumento Nacional por decreto del 23 de junio de 1918. Desde esa fecha se han realizado numerosas campañas de restauración y consolidación del mismo.

## Descripción

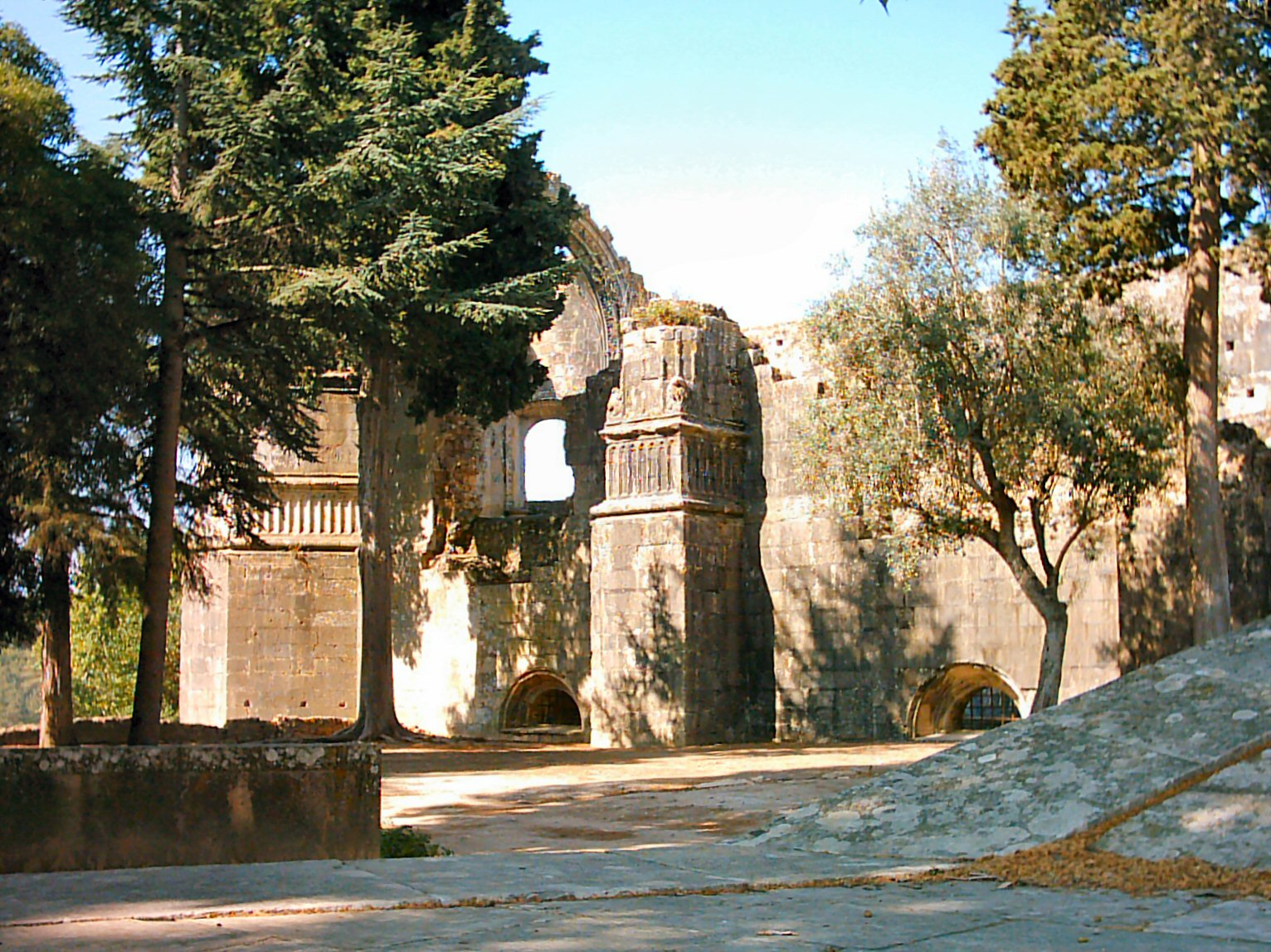
Vista del Castillo de Tomar.

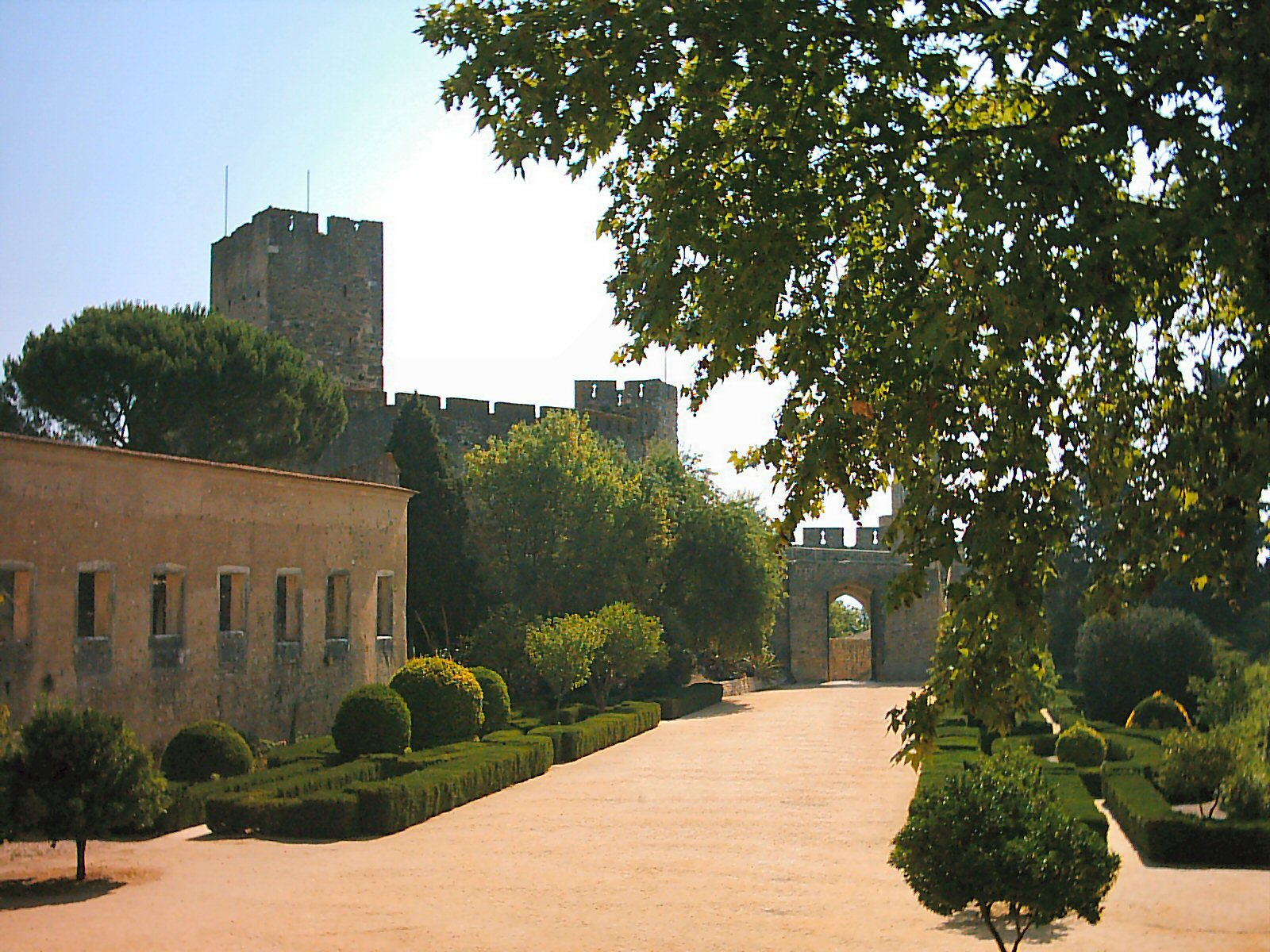
Otra vista del castillo.

El castillo presenta elementos de arquitectura militar de estilos romámico, gótico y renacentista. Se ha apuntado que presenta vestigios de una estructura militar anterior que se podría remontarse a la época romana y que habría perdurado hasta época musulmana, basándose en la presencia en los muros de algunas placas decorativas de origen visigótico o mozárabe, probablemente procedentes de Santa María de los Olivares, en la margen izquierda del río Nabão. 
El castillo está constituido por una doble muralla que delimitaba la primitiva ciudad intramuros y el patio de armas. La primera de ellas, en un plano superior, de planta poligonal irregular, comenzando por la llamada Casa do Capítulo hasta la Torre de Dona Catarina. Delimita la alcazaba y únicamente encierra dentro de este recinto la cisterna y la torre del homenaje, configuración defensiva introducida en Portugal por los templarios. La segunda muralla, en un plano inferior, une la fachada este de la Charola (girola) a la zona sur de la alcazaba, recinto que corresponde a la primitiva villa fortificada de la Baja Edad Media.  También es de planta poligonal irregular desarrollándose en cuña en dirección este rematada por una torre de planta cuadrada llamada Torre da Rainha (torre de la reina). Este amurallamiento incorpora otro elemento defensivo introducido por lo templarios, la base de las murallas no son rectas sino inclinadas para impedir la aproxmación de las torres de asalto e igualmente los trabajos de zapa que pudieran realizar los sitiadores. La muralla está reforzada a espacios regulares por cubos de plantas semicircular y cuadrada.
Entrando por la Porta de Santiago y continuando hasta la Porta do Sol, se encuentran a la derecha la Alcazaba y la Torre del homenaje. Se abre entonces una explanada que va a dar a la Charola. Hacia el sudeste, se abre otra explanada rematada por la Torre de Dona Caterina. La muralla prosigue entre torreones hasta la Porta do Sangue (Puerta de la Sangre) y la Torre da Condessa. Pasada la Charola, se abre la Porta de São Martinho, dirigiéndose la muralla de nuevo hacia la alcazaba.
A pesar de las alteraciones que sufrió el recinto fortificado a lo largo del tiempo, la mayor parte de ellas debido a las sucesivas ampliaciones del Convento de Cristo, en el sector oeste son todavía numerosos los elementos románicos del castillo. Entre ellos destaca la Torre del Homenaje, de planta rectangular dividida internamente en tres pisos. En el segundo se encuentra una inscripción en latín que informa del inicio de la construcción del castillo.